# TOTO XX
TOTO XX（原題：TOTO XX 1977-1997）は、1998年に発表されたTOTOのアルバム。
デビュー20周年記念の企画アルバム。過去のアウトテイクやライブ音源を収録。完全な未発表曲集という訳でもなく、TOTOで不採用になったあと他のアーティストに提供されたり作曲者自身のソロ作品として発表された曲もある。

## 収録曲
1. ゴイング・ホーム - Goin' Home (David Paich, Joseph Williams, Jeff Porcaro) 
1989年録音、ボーカルはボビー・キンボールで脱退後の復帰作になる予定であったが、復帰が実現しなかったためお蔵入りに。作曲者の一人ジョセフ・ウィリアムズ自身が後にソロアルバムに収録したバージョンが初出。TOTOバージョンでもジョセフがコーラスで参加している。
2. テイル・オブ・ア・マン - Tale of a Man (David Paich) 
1979年録音、ボーカルはボビー・キンボール。
3. ラスト・ナイト - Last Night (David Paich, Joseph Williams) 
1987年録音、ボーカルはジョセフ・ウィリアムズ
4. イン・ア・ワード - In a Word (Steve Lukather, Steve Porcaro, Mike Porcaro, Jeff Porcaro)
1986年録音、ボーカルはジョセフ・ウィリアムズ。シングルCD「I'll Be Over You」のカップリング曲。
5. モダン・アイズ - Modern Eyes (David Paich)
1986年録音、ボーカルはデヴィッド・ペイチ。
6. ライト・パート・オブ・ミー - Right Part of Me (David Paich, Bobby Kimball)
1984年録音、ボーカルはボビー・キンボールで、直後に脱退している。
7. ミセス・ジョンソン - Mrs. Johnson (David Paich, Steve Lukather)
1977年録音、ボーカルはボビー・キンボール。
8. ミス・サン - Miss Sun (David Paich)
1977年録音、ボーカルはデヴィッド・ペイチ。ボズ・スキャッグスへ提供されヒット。彼の代表曲の一つとして知られている。
9. ラブ・イズ・ア・マンズ・ワールド - Love Is a Man's World (David Paich)
1977年録音、ボーカルはデヴィッド・ペイチ。
10. オン・ザ・ラン（ライブ） - On the Run (live) (Steve Lukather, David Paich, Fee Waybill)
1991年 モントルー・ジャズ・フェスティバル。ボーカルはスティーヴ・ルカサー。この曲のみスタジオバージョンが存在しない。
11. デイヴズ・ゴーン・スキイング（ライブ） - Dave's Gone Skiing (live) (Mike Porcaro, Simon Phillips, Steve Lukather)
1998年 ヨハネスブルグ・スタンダード・バンク・アリーナ。タンブ収録のインストゥルメント曲のliveバージョン。
12. Baba Mnumzane（ライブ） - Baba Mnumzane (live) (Trad. L. Mkhize, M. Namba)
1998年 ヨハネスブルグ・スタンダード・バンク・アリーナ。地元のミュージシャンとの共演曲。
13. アフリカ（ライブ） - Africa (live) (David Paich, Jeff Porcaro)
1998年 ヨハネスブルグ・スタンダード・バンク・アリーナ。聖なる剣収録曲のliveバージョン。